# Martin Wharton
John Martin Wharton, CBE (* 6. August 1944 in Ulverston, England) ist ein britischer anglikanischer Geistlicher und war von 1997 bis 2014 Bischof von Newcastle.

## Leben und Karriere
Wharton wurde als Sohn von John Wharton und Marjorie Skinner geboren. Er besuchte das Van Mildery College in Durham und schloss es 1969 mit einem Bachelor of Arts ab. Anschließend besuchte er das Linacre College der University of Oxford und machte dort 1971 einen Bachelor in Theologie und 1976 den Master of Arts.
Zur Vorbereitung auf das Priesteramt besuchte er ab 1969 das Theological College Ripon Hall in Cuddesdon bei Oxford. Er wurde 1972 zum Diakon und 1973 zum Priester geweiht. Zuvor hatte er bereits in einer Bank und in der Stahlindustrie gearbeitet.
Von 1972 bis 1975 war er als Hilfsvikar an der St. Peter’s Church in Birmingham tätig. Von 1976 bis 1977 hatte er dieses Amt an der St. John Church in Croydon inne. Während seiner Zeit in Croydon war er am Aufbau von Nightwatch Charity beteiligt, einer Hilfsorganisation für Obdachlose, und betreute als Seelsorger Menschen, die auf der Straße lebten.
In den folgenden Jahren war er für die Priesterausbildung zuständig. Von 1977 bis 1983 war er Director of Pastoral Studies am Ripon Hall College. Von 1983 bis 1992 war er als Sekretär des Board of Ministry and Training in Bradford tätig.
Von 1984 bis 1992 war er ehrenamtlicher Kanoniker an der Kathedrale von Bradford. 1992 war er Domherr mit Residenzpflicht (Residentiary Canon) an der Kathedrale von Bradford.
Von 1992 bis 1997 war er Suffraganbischof von Kingston in der Diözese Southwark. Von 1997 bis 2014 war er Bischof von Newcastle. Wharton ging zum 30. November 2014 in Ruhestand. Seine Nachfolgerin als Diözesanbischöfin von Newcastle wurde im September 2015 Christine Hardman.
Seit 1970 ist er mit Marlene Olive Duckett verheiratet. Sie haben eine Tochter und zwei Söhne sowie einen Enkel.

## Mitgliedschaft im House of Lords
Wharton gehörte von 2002 bis 2014 als geistlicher Lord dem House of Lords an. Seine Antrittsrede hielt er am 14. Mai 2003.
Zu seinen politischen Interessensgebieten zählte er Internationale Beziehungen und den Umweltschutz. Als Länder von Interesse nannte er auf der Seite des Oberhauses Botswana, Indien und Norwegen.
Im Januar 2008 äußerte er sich in einer Rede im House of Lords kritisch zu möglichen finanziellen Engpässen infolge der Olympischen Spiele 2012. Wharton befürchtete, dass durch die enormen Kosten, die durch die Ausrichtung der Olympischen Spiele entständen, möglicherweise keinerlei finanzielle Mittel mehr zur Verfügung stehen würden, um wichtige örtliche Schlüsselprojekte in den einzelnen Grafschaften zu fördern. Zusätzlich zu den bereits jetzt eingeschränkten Möglichkeiten der Northern Rock Foundation würde dies den Nordosten Englands somit doppelt treffen.

## Wirken in der Öffentlichkeit
In kirchenrechtlichen Fragen vertritt Wharton einen liberalen Standpunkt. Dies zeigte sich insbesondere in seiner Einstellung zur Frage der Homosexualität.
Wharton betrachtet gelebte Homosexualität in einer dauerhaften Liebesbeziehung nicht als Sünde. Aufgrund seiner liberalen Einstellungen war Wharton mehrfach Kritik aus den eigenen Reihen ausgesetzt. Insbesondere das stark konservative kirchliche Netzwerk Reform richtete immer wieder deutliche Kritik an die Adresse Whartons. Auch einzelne Geistliche erklärten, dass sie sich von Wharton nicht zum Priester weihen lassen würden, da sie dessen Einstellung zur Homosexualität nicht mittragen könnten. So erklärte beispielsweise Ed Moll, der spätere Pfarrer der St. Oswald's Parish Church, anlässlich seiner Ordination, er empfinde die Ansichten des Bischofs als einen Affront gegen die Lehren der Heiligen Schrift.
Im Juni 2003 war Wharton einer der Bischöfe der Church of England, die die Nominierung von Jeffrey John, einem offen homosexuellen Priester, der in einer festen Beziehung lebte, zum Weihbischof von Reading durch den Erzbischof von Canterbury, Rowan Williams, ausdrücklich unterstützten und ihre Solidarität mit der Entscheidung von Williams bekundeten.
Formelle offizielle Segnungen gleichgeschlechtlicher Partnerschaften lehnte Wharton in der Vergangenheit jedoch ab.
Weitere Tätigkeitsschwerpunkte Whartons waren die Wirtschaftsförderung im Nordosten Englands, die Entwicklung der Kommunen und die Stadterneuerung. Im Januar 2007 nahm Wharton an einer Diskussion teil, die unter anderem die Rolle von Designern, Planern, Transportingenieuren und Entwicklern bei der Stadtentwicklung zum Thema hatte.
Wharton gehörte am 7. Oktober 2008 zu den Unterzeichnern einer Erklärung, die zum Schutz von Kindern vor seelischer und körperlicher Gewalt aufrief.
Wharton äußerte sich zurückhaltend gegenüber Vorschlägen, am St. George’s Day alle Glocken der Gotteshäuser läuten zu lassen. Aus seiner Sicht, sei es nicht möglich, die Glocken immer dann läuten zu lassen, wenn man es wolle.
Im September 2009 gehörte Wharton zu den Konzelebranten des Gedenkgottesdienstes für den im Juli verstorbenen Fußballspieler und Trainer Bobby Robson. Anlässlich von Robsons Tod hatte Wharton, ein großer Anhänger von Newcastle United und Inhaber einer Stadion-Dauerkarte, Robson als „Fußball-Koloss“ gewürdigt.